# Schemann Klavierduo
Das Schemann Klavierduo besteht seit 1985 aus dem deutsch-portugiesischen Ehepaar Susanne und Dinis Schemann.

## Werdegang
Sie studierten u. a. bei Alfons Kontarsky, Eckart Besch und Günter Louegk. Neben einer Konzerttätigkeit trat das Schemann Klavierduo als künstlerische Leitung mehrerer Kammermusik-Konzertreihen in Erscheinung und spielte mehrere CDs ein. Co-Produktionen erfolgten mit dem Bayerischen Rundfunk, dem Süddeutschen Rundfunk oder dem Deutschlandfunk.
Das Schemann Klavierduo trat u. a. in der Berliner Philharmonie, Meistersingerhalle in Nürnberg, Dortmunder Opernhaus, Frauenkirche Dresden, Schleswig-Holstein-Musik-Festival und beim Bodensee-Festival auf und gastierte im Rudolfinum in Prag, in Wien oder auch bei dem   Storioni Festival  in den Niederlanden und dem Klassik Musikfest in Oberneukirchen im österreichischen Mühlviertel.